# Nils Rinman
Nils Fredrik Rinman (ur. 28 listopada 1880 w Sztokholmie, zm. 19 października 1939 tamże) – szwedzki żeglarz, olimpijczyk.
Na regatach rozegranych podczas Letnich Igrzysk Olimpijskich 1924 wystąpił w klasie 6 metrów zajmując 4 pozycję. Załogę jachtu Aloha II tworzyli również Olle Rinman i Magnus Hellström.
Ojciec Olle Rinmana.